# Montmoreau-Saint-Cybard
Montmoreau-Saint-Cybard är en kommun i departementet Charente i regionen Nouvelle-Aquitaine i västra Frankrike. Kommunen ligger  i kantonen Montmoreau-Saint-Cybard som ligger i arrondissementet Angoulême. År 2018 hade Montmoreau-Saint-Cybard 1 082 invånare.

## Befolkningsutveckling
Antalet invånare i kommunen Montmoreau-Saint-Cybard
Referens:INSEE